# Wielkopolski Park Narodowy
Wielkopolski Park Narodowy – polski park narodowy o powierzchni 7584,93 ha, utworzony 16 kwietnia 1957, położony nad Wartą, na południe od Poznania, w trójkącie miast Luboń-Stęszew-Mosina. W Parku utworzono 18 obszarów ochrony ścisłej o łącznej powierzchni 260 ha. Chronią one rozmaite formy krajobrazu polodowcowego oraz najbardziej naturalne zbiorowiska roślinne, a także związane z nimi zwierzęta.
Powierzchnia parku ze strefą ochronną (tzw. otuliną) wynosi 14 840 ha. 
Siedziba dyrekcji Parku oraz Muzeum Przyrodnicze Parku mieszczą się w Jeziorach, nad Jeziorem Góreckim – w centralnej części WPN. Do Jezior prowadzi droga zwana Greiserówką.

## Historia
Inicjatorem powstania Wielkopolskiego Parku Narodowego jeszcze przed II wojną światową był prof. Adam Wodziczko. Określił ten obszar jako prawdziwe muzeum form polodowcowych i żywe muzeum przyrody.
Wielkopolski Park Narodowy został utworzony w 1957 r., a jego granice objęły powierzchnię 9600 ha, z czego pod zarządem parku zostało ok. 5100 ha. W 1996 r. zmieniono jego granice, które obejmują obecnie powierzchnię 7584 ha, oraz ustanowiono wokół parku strefę ochronną (tzw. otulinę), której powierzchnia razem z terenem parku wynosi 14 840 ha.

## Flora i fauna
Wielkopolski Park Narodowy obejmuje ochroną krajobraz polodowcowy i typowe dla niego formy ukształtowania terenu: morenę czołową i denną, ozy, drumliny, wydmy, parowy i różne formy jezior: rynnowe, kociołki, odpływowe i bezodpływowe. Jeziora są całkowicie lub częściowo otoczone lasem. Największym z głazów narzutowych jest Głaz Leśników (obw. 10,5 m).

### Flora
Część wiekowych borów sosnowych, w stanie zbliżonym do stanu pierwotnego jest objęta ochroną ścisłą. Władze Parku Narodowego dążą również do przekształcenia istniejących lasów tak, by osiągnęły postać bliższą naturalnej. W latach 80. XX wieku inwentaryzacje wykazały na terenie parku ponad 900 gatunków roślin naczyniowych, 276 grzybów, 170 mchów i 120 porostów.

### Fauna
Fauna Wielkopolskiego Parku Narodowego charakteryzuje się bogactwem gatunków należących do rozmaitych grup systematycznych. Dominują tu gatunki środkowoeuropejskie i eurosyberyjskie. Najbogatsza jest fauna bezkręgowców, wśród których najliczniej reprezentowane są owady – ponad 3 tys. gatunków. Lasy obfitują w chrząszcze. Są wśród nich gatunki chronione takie jak jelonek rogacz, kozioróg dębosz, ale także pospolite, uszkadzające drzewa m.in. sosnę – cetyniec większy, cetyniec mniejszy, przypłaszczek granatek oraz drwalnik paskowany. Miejsca suche i ciepłe zasiedlają owady prostoskrzydłe, takie jak pasikonik zielony czy świerszcz polny oraz błonkoskrzydłe, do których należą m.in. mrówka rudnica. Na obszarze Parku występuje ponad 40 gatunków ssaków. Z owadożernych spotykamy tu m.in. ryjówki, nasze najmniejsze ssaki. Żyją tu również rozmaite gatunki nietoperzy i gryzoni. Z drapieżników zamieszkują m.in. kuna leśna, borsuk, lis. Gady są reprezentowane przez jaszczurkę zwinkę i żyworodną, padalca, zaskrońca i gniewosza plamistego. Rozległe lasy stanowią ostoję dla licznych jeleni, saren i dzików.
Ptaki w Parku reprezentowane są przez 227 gatunków lęgowych i przelotnych. Z rzadko spotykanych wymienić należy kraskę, zimorodka i dzięcioła czarnego. Z drapieżnych można zauważyć wśród lasów i łąk kanię czarną, w pobliżu pól myszołowa zwyczajnego, a przy bagnach błotniaka stawowego. Na jeziorach często widuje się kaczkę krzyżówkę, cyrankę, cyraneczkę oraz perkoza dwuczubego. Od 2005 roku na Wyspie Zamkowej obserwowane są również kormorany. Ostatnie obserwacje donoszą o obecności około 200 osobników (2009 r.).

## Obszary ochrony ścisłej
Obszar Wielkopolskiego Parku Narodowego obejmuje 18 obszarów ochrony ścisłej:
- Bagno Dębienko (21,23 ha[9]) – roślinność bagienna oraz ostoja ptaków[9][10]
- Suche Zbocza (3,54 ha[9]) – subkontynentalny bór świeży, z domieszką dębu[9][10]
- Bór Mieszany (5,79 ha[9]) – kontynentalny bór mieszany przekształcający się w dąbrowę[9][10]
- Grabina im. prof. Adama Wodziczki (5,79 ha[9]) – najbardziej pierwotny drzewostan parku z dużym udziałem grabu[9][10]
- Jezioro Góreckie (64,86 ha[9]) – krajobraz jeziora rynnowego wraz z florą i fauną związaną ze środowiskiem wodnym[9][10]
- Jezioro Budzyńskie (21,73 ha[9]) – krajobraz jeziora i efekty sukcesji ekologicznej)[9][10]
- Nadwarciański Bór Sosnowy (12,64 ha[9]) – bór sosnowy strefy suboceanicznej[9]
- Las Mieszany na Morenie (13,54 ha[9]) – dąbrowa na kwaśnych glebach[9] licząca ok. 100 lat[10]
- Jezioro Skrzynka (6,90 ha[9]) – roślinność zarastającego jeziora: mszar torfowy[9], grzybień biały, grążel żółty, rosiczka)[10]
- Zalewy Nadwarciańskie (5,51 ha[9]) – flora obszarów regularnie podtapianych[9][10]
- Pod Dziadem (13,70 ha[9]) – bór mieszany[9], dębowo-sosnowy[10]
- Pojniki (13,63 ha[9]) – oczka wodne[9] ze stokami porośniętymi lasem mieszanym[10]
- Jezioro Kociołek (8,50 ha[9]) – jezioro polodowcowe w typie kotła eworsyjnego[9], z pomnikowymi drzewami w otoczeniu[10]
- Puszczykowskie Góry (9,73 ha[9]) – stromy fragment wysoczyzny morenowej[9] z ok. 100-letnim drzewostanem[10]
- Sarnie Doły (2,84 ha) – mszary torfowiskowe i oczka wodne[10][9]
- Świetlista Dąbrowa (5,19 ha[9]) – świetlista dąbrowa i kontynentalny bór mieszany na terenach morenowych[9][10]
- Trzcielińskie Bagno (38,14 ha[9]) – miejsca lęgowe ptactwa wodnego i błotnego[9], powiększony (w 1997: 29,68 ha)[10]
- Czapliniec (4,01 ha[9]) – bór sosnowy[10] ze stanowiskiem żerowania czapli siwej[9]

## Turystyka
W Parku Narodowym istnieje gęsta sieć szlaków pieszych:
- Szlak turystyczny Osowa Góra - Sulęcinek (Osowa Góra – leśniczówka Górka – Jezioro Góreckie – OOŚ Grabina – Jeziory – Głaz Leśników – Puszczykówko PKP, dł. 14,2 km)
- Szlak turystyczny Iłowiec - Otusz (Mosina PKP – Pożegowo – Osowa Góra – jezioro Kociołek – Górka – jezioro Dymaczewskie – Łódź – jezioro Witobelskie – Witobel – Stęszew PKP, dł. 13,2 km)
- Szlak im. Bernarda Chrzanowskiego (stacja Puszczykowo – Jarosławiec – Głaz Leśników – OOŚ Pojniki – stacja Puszczykówko, dł. 11,8 km)
- Szlak turystyczny Stęszew - Szreniawa (Stęszew PKP – jezioro Lipno – OOŚ Bagno Dębienko – Wypalanki – mogiły – Jezioro Chomęcickie – stacja Trzebaw Rosnówko – jezioro Jarosławieckie – Jarosławiec – wzniesienie 125 – Szreniawa PKP, dł. 18,7 km)
- Szlak turystyczny Trzebaw Rosnówko – Dymaczewo Stare (Trzebaw Rosnówko PKP – Trzebaw – Łódź – Dymaczewo Stare PKS, dł. 10,6 km)
- Szlak imienia Arkadego Fiedlera (stacja Puszczykowo - brzeg Warty -  Muzeum Arkadego Fiedlera - Puszczykówko PKP - cmentarz w Puszczykowie, dł. 6,7 km)[12][13][14]

Przez Wielkopolski Park Narodowy przebiega samochodowy szlak turystyczny o nazwie Trasa Kórnicka oraz Pierścień Rowerowy dookoła Poznania. Południowo-wschodnim skrajem WPN, między Rogalinkiem a Mosiną przechodzi Wielkopolska Droga św. Jakuba. Od wiosny do jesieni przy bezdeszczowej pogodzie na linii kolejowej do Osowej Góry odbywają się kursy drezyn Mosińskiej Kolei Drezynowej. Start i koniec kursu znajduje się na przystanku Mosina Pożegowo.

## Galeria

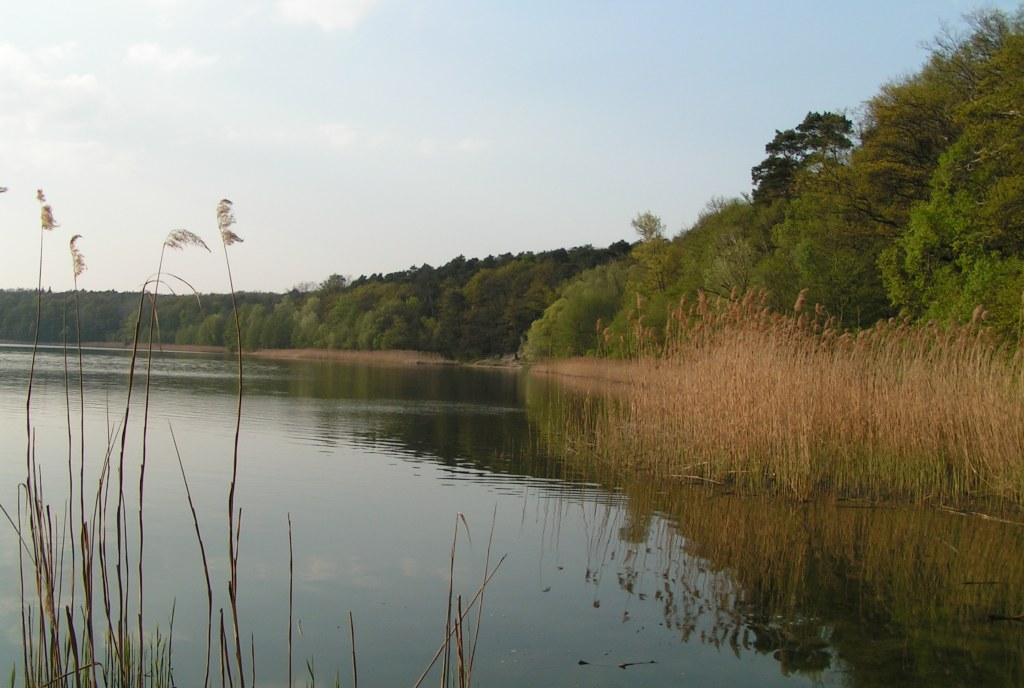
Jezioro Góreckie
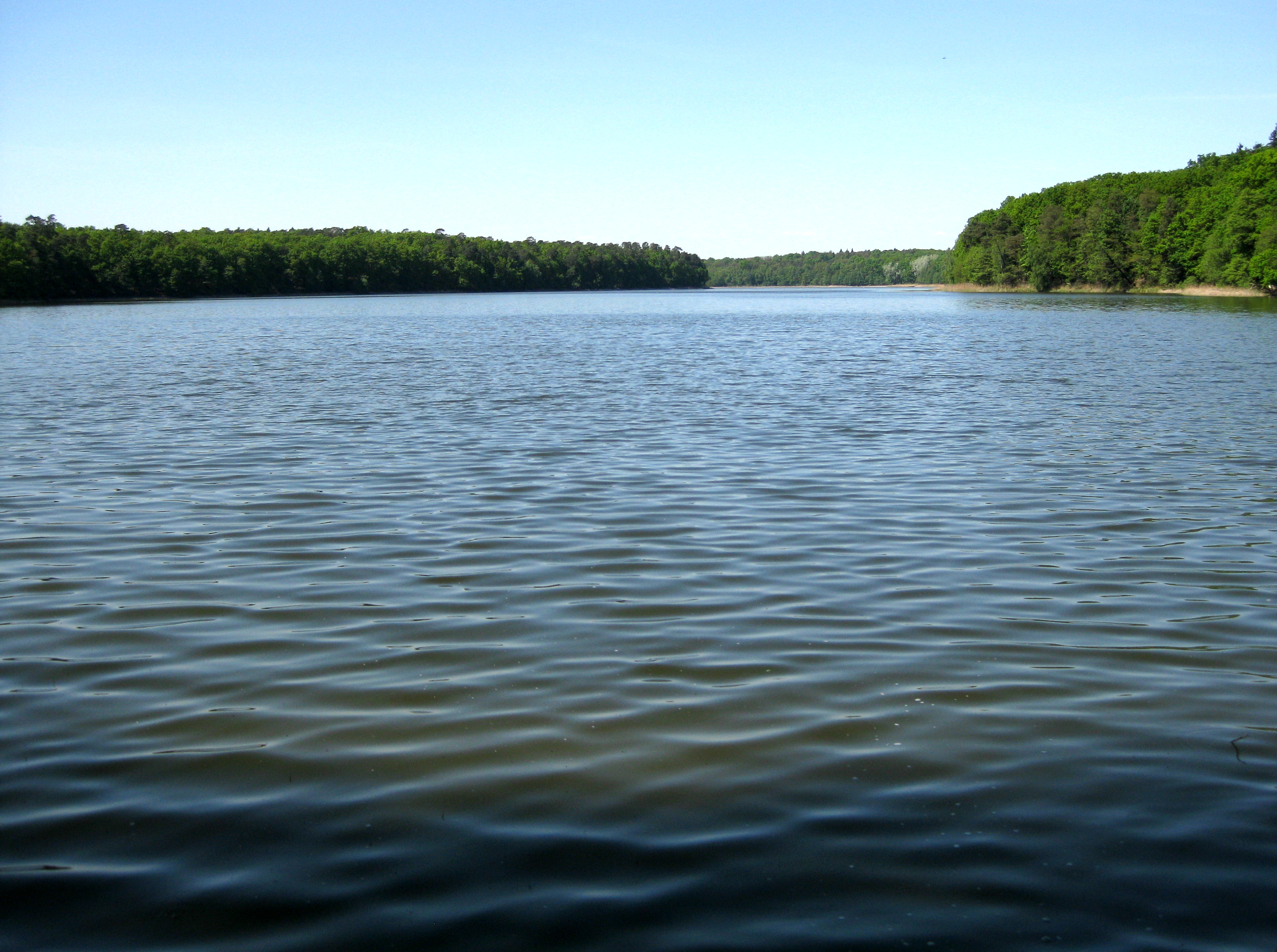
Jezioro Góreckie
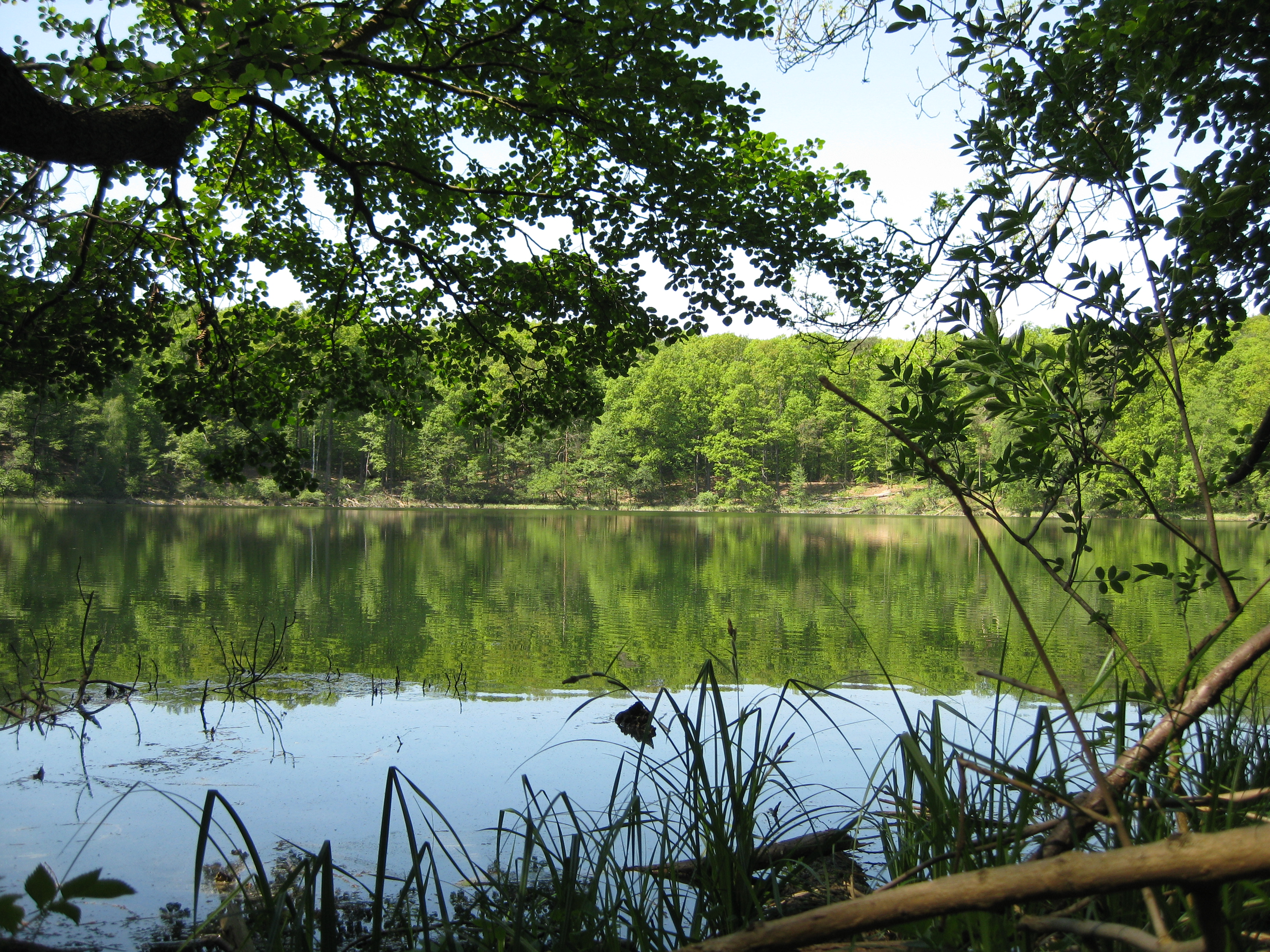
Jezioro Kociołek na terenie Parku
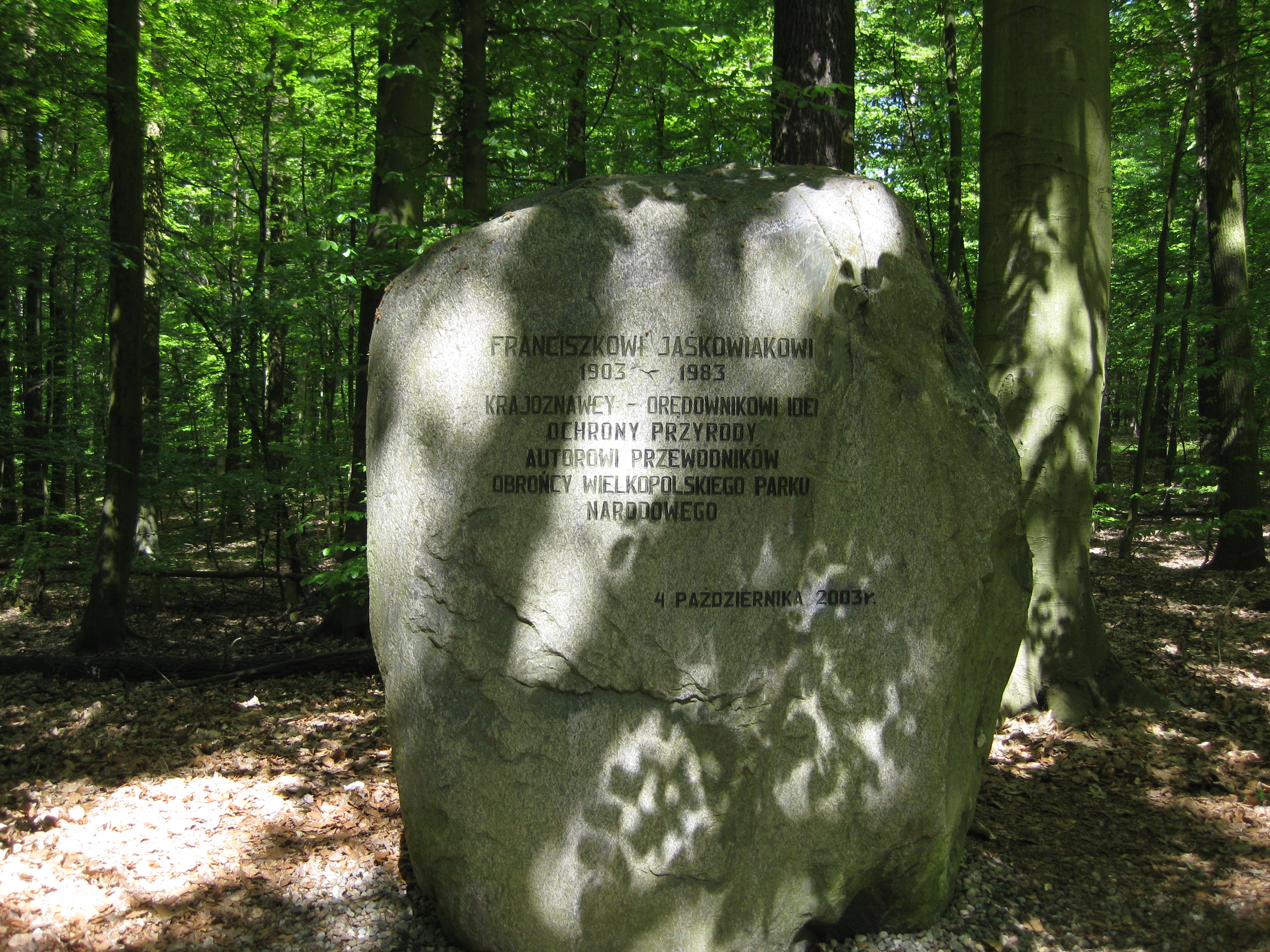
Głaz poświęcony Franciszkowi Jaśkowiakowi
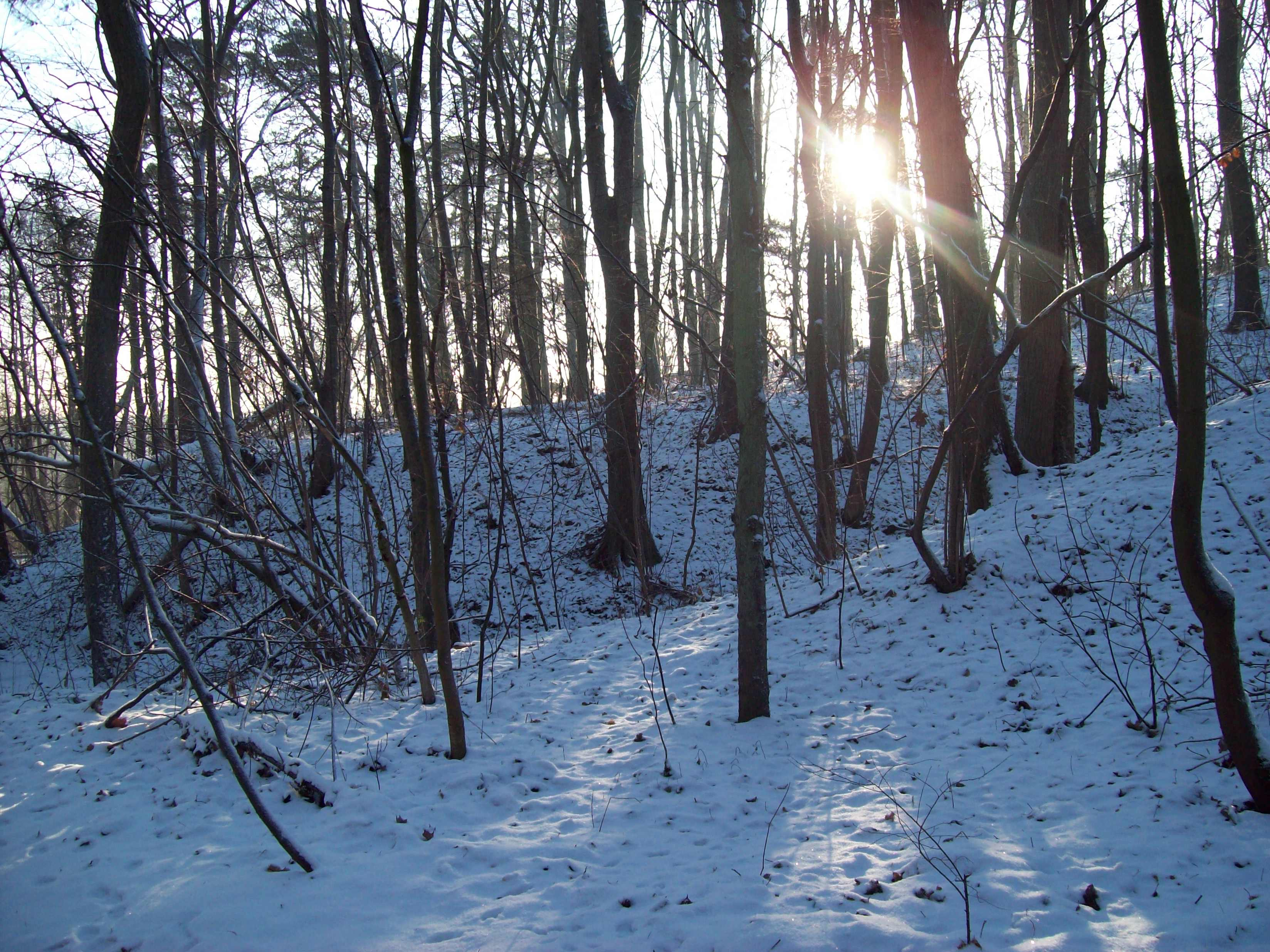
Park Narodowy zimą
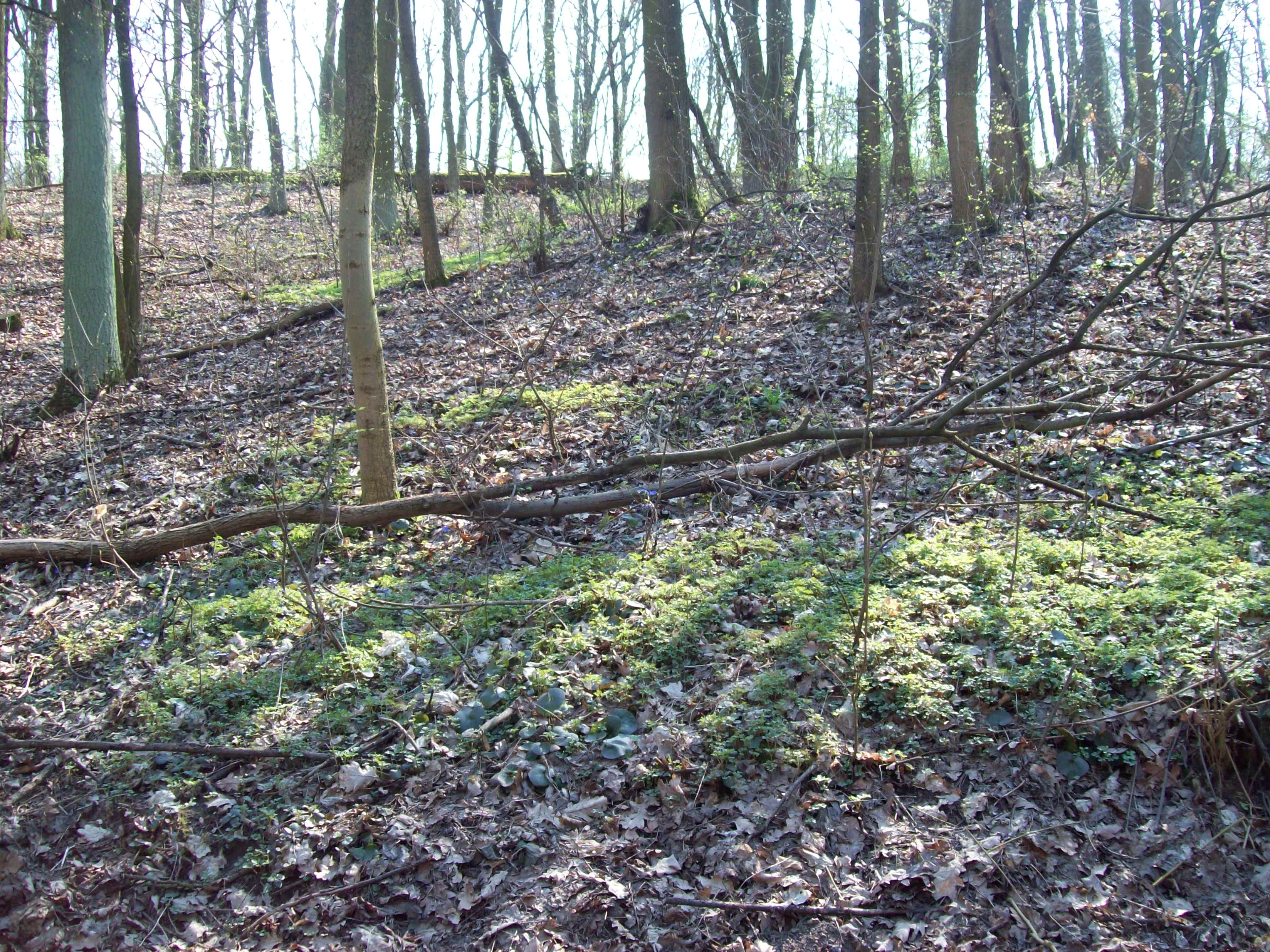
Park Narodowy wiosną
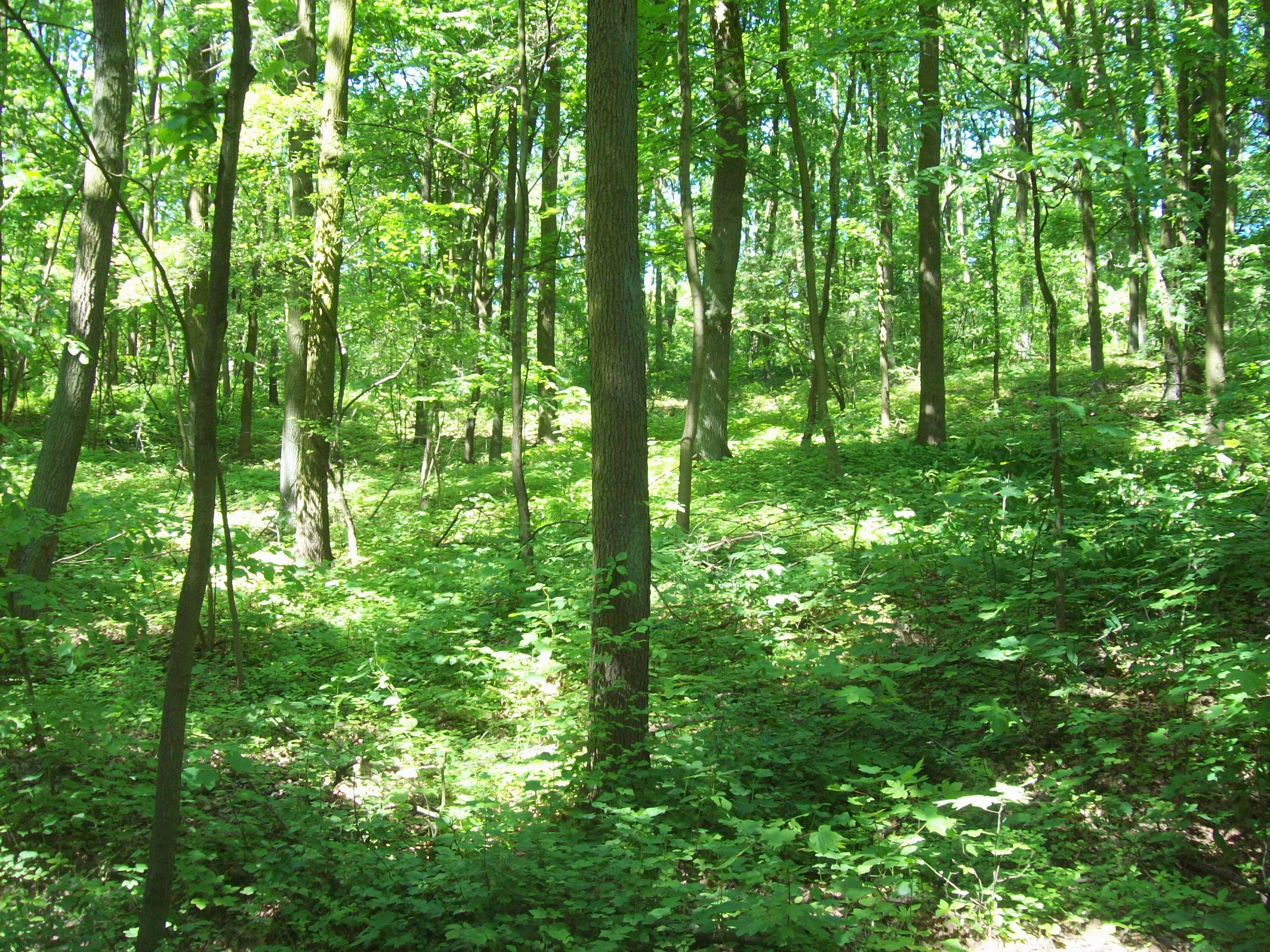
Park Narodowy latem
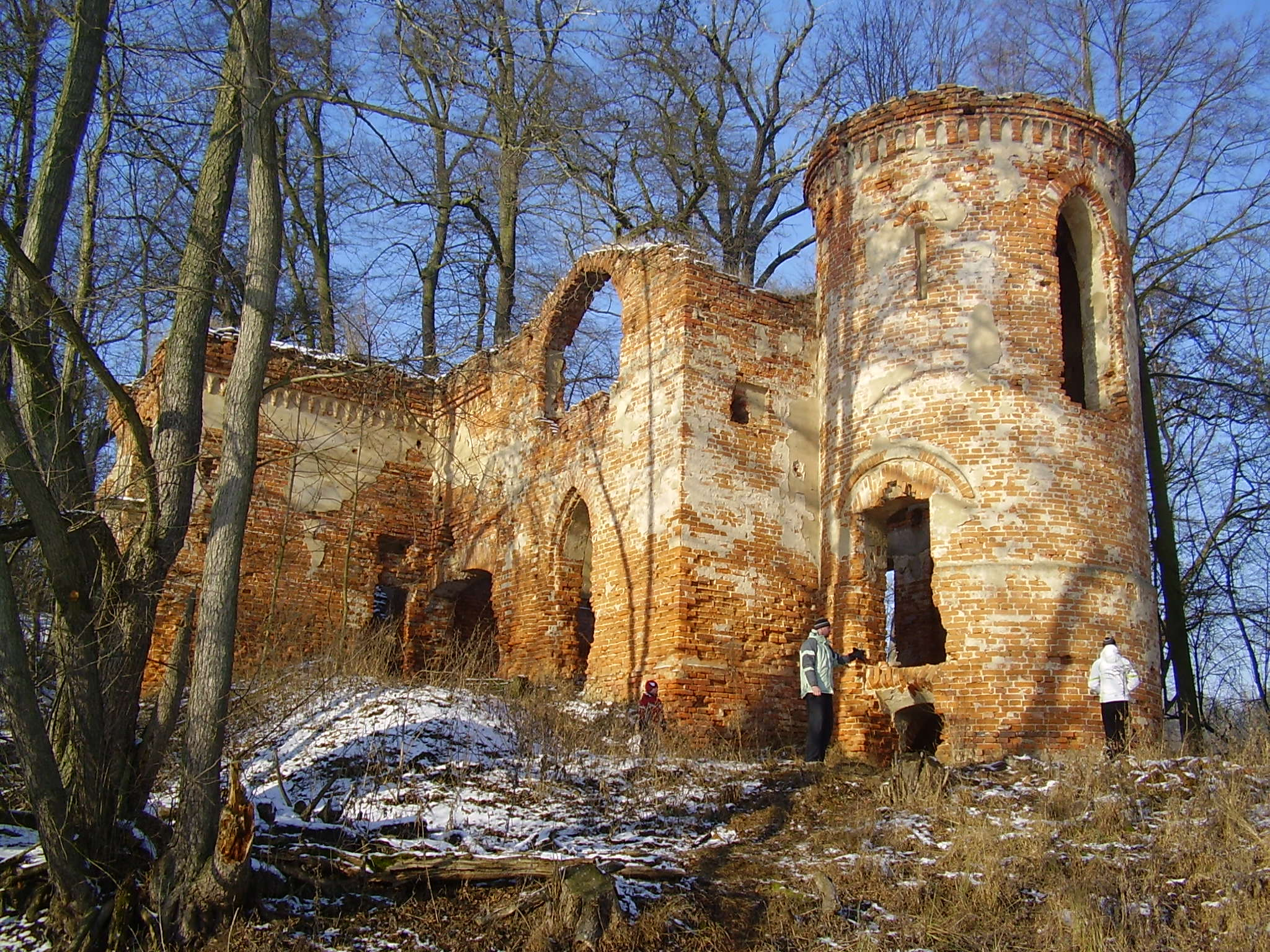
Zamek Klaudyny Potockiej
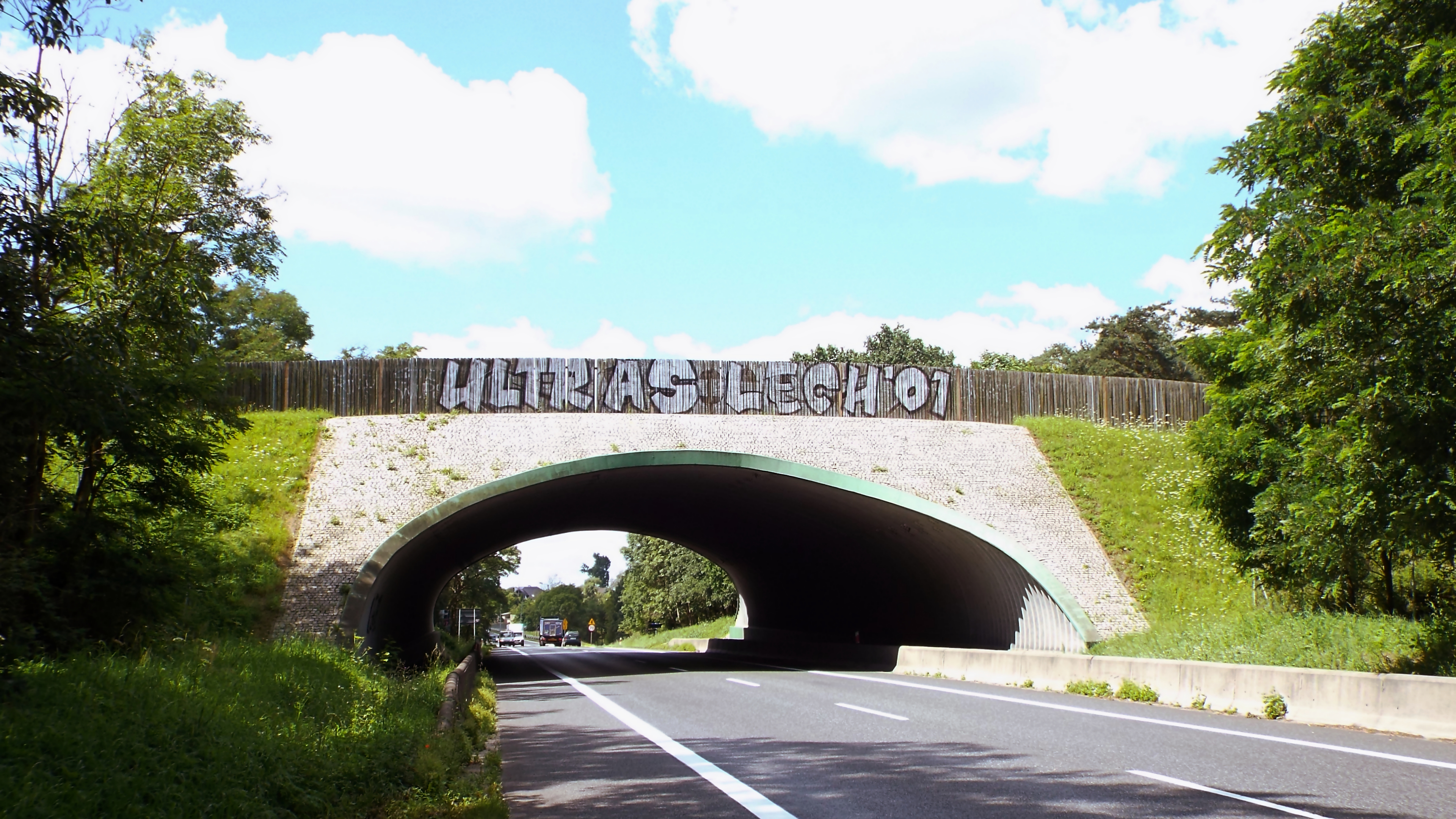
Dębienko, przechód dla zwierząt łączący dwie części parku rozdzielone drogą krajową nr 5